# Требель, Адриан
Адриа́н Требе́ль (фр. Adrien Trebel; род.3 марта 1991, Дрё) — французский футболист, полузащитник клуба «Шарлеруа».

## Карьера

### Ранняя карьера
Начал занятия футболом в семь лет в клубе «Ко Вернуйе» (фр. CO Vernouillet), где занимался три года, после чего на два года присоединился к клубу из родного города «Дрё Атлас» (фр. Dreux Atlas). После года выступлений за юниорскую команду «Шартра» в возрасте 13 лет он перешёл в «Нант».

### «Нант»
Следующие семь лет Требель провёл в системе «Нанта». Дебют за основную команду в профессиональном футболе состоялся 12 февраля 2011 года в Лиге 2 в матче против «Ванна» (поражение 0:1), где Адриан вышел на замену на 72-й минуте. Первый гол Адриан Требель забил 15 октября того же года в матче против «Истра» (победа 3:1). В сезоне 2012/13, по итогам которого клуб Требеля поднялся в Лигу 1, он принял участие в 15 из 31 матчей и забил в них два гола.

### «Стандард»
В 2014 году Требель решил не продлевать контракт и 21 мая подписал контракт с бельгийским клубом «Стандард». В его составе он стал обладателем Кубка Бельгии по футболу. В финале со счётом 2:1 был обыгран «Брюгге».

### «Андерлехт»
В 2017 году Адриан Требель перешёл в «Андерлехт», за который дебютировал 22 января в выигранном со счётом 3:1 матче против «Сент-Труйдена». В этом же году он забил за новую команду первый гол и выиграл с командой чемпионат и Суперкубок Бельгии.

#### Аренда в «Лозанну»
31 января 2022 года отдан в аренду на шесть месяцев без опции выкупа в швейцарскую «Лозанну».

## Достижения
- Чемпион Бельгии: 2016/17
- Обладатель Кубка Бельгии: 2015/16
- Обладатель Суперкубка Бельгии: 2017